# Трубная металлургическая компания
«Трубная металлургическая компания» (ТМК) — российская металлургическая компания, крупнейший российский производитель труб, входит в тройку мировых лидеров производителей труб.
Штаб-квартира — в Москве.
Находится под международными санкциями в связи с российско-украинской войной.

## История
ТМК была создана в 2001 году.
В 2002 году в состав ТМК вошли Волжский,
Северский и Синарский трубные заводы. Открыто представительство Компании в Азербайджане (Баку).
В 2004 году в состав ТМК вошёл Таганрогский металлургический завод.
В 2003 году основана дочерняя компания «ТМК-Казахстан».
В 2005 году в состав ТМК вошла компания ТМК Global, открыто представительство компании в Китае (Пекин). Также принято решение о преобразовании ТМК в открытое акционерное общество.
В 2006 году в состав компании вошли румынские предприятия TMK-Artrom и TMK-Resita, российское предприятие — Орский машиностроительный завод. В этом же году создана торговая компания ТМК Middle East.
Осенью 2006 года ТМК разместила свои ценные бумаги на Лондонской фондовой бирже. Инвесторы оценили её в $4,8 млрд. Пика капитализация ТМК достигла спустя год — более $9 млрд.
В 2006 году ТМК впервые начала использовать корпоративную информационную систему на базе SAP ERP, к 2009 году все предприятия компании находились в контуре системы. 
В 2007 году в состав Компании вошли сервисные предприятия Трубопласт, ТМК НГС-Нижневартовск, ТМК НГС-Бузулук, а также единственный в России отраслевой научно-исследовательский институт РосНИТИ. Создано совместное производственное предприятие между ТМК и Corinth Pipeworks — ТМК-КПВ. Основана компания «ТМК-Премиум Сервис», которая специализируется на разработке и реализации резьбовых соединений класса «Премиум». Начались торги акциями ТМК на Фондовой бирже ММВБ. ТМК также открыла представительства в Туркменистане и в Сингапуре.
В 2008 году состоялось приобретение американских трубных активов и создание дивизиона ТМК IPSCO. Также создана компания ТМК Нефтегазсервис. В состав ТМК вошло предприятие ТМК-Казтрубпром (Казахстан).
В 2009 году создан Европейский дивизион ТМК, в состав которого входят TMK Europe, TMK Italia, TMK-Artrom, TMK-Resita.
В 2010 году создано совместное предприятие ТМК и РОСНАНО — ТМК-ИНОКС, деятельность которой направлена на производство и реализацию прецизионных нержавеющих труб. Начались торги акциями ТМК на электронной площадке OTCQX в США.
В 2011 году открыто представительство ТМК в Узбекистане. В 2012 году открыт научно-исследовательский центр в Хьюстоне, (Техас, США) и филиал Торгового дома ТМК в Орске (Оренбургская обл.). ТМК приобрела 55 % акций трубного завода Gulf International Pipe Industry L.L.C. (GIPI), расположенного в Омане, а также зарегистрировала совместное сервисное предприятие с компанией EMDAD в Абу-Даби (ОАЭ).
В 2013 году в состав ТМК вошло предприятие по сервисному обслуживанию трубной продукции и производству аксессуаров для нефтегазодобывающей отрасли OFS International (Хьюстон, США).
В январе 2020 года ТМК завершила сделку по продаже 100 % акций IPSCO Tubulars Inc. компании Tenaris.
8 апреля 2020 года совет директоров компании принял решение в июле 2020 года провести делистинг на Лондонской фондовой бирже, также предприятие выставит оферту на выкуп Волжским трубным заводом (100%-ной «дочкой» ТМК) 358,8 млн акций головной компании по 61 рубль за бумагу. Это 34,4 % капитала. Цена выкупа предполагает премию 30,7 % к цене одной обыкновенной акции ТМК на Московской бирже 7 апреля 2020 года. После публикации сообщения о байбэке и делистинге на LSE акции компании подорожали почти на 22 % на обеих площадках.
В 2020 году компания внедряет комплекс продуктов SAP для улучшения процесса продаж. 
9 марта 2021 года ТМК заключила сделку по приобретению 86,54 % акций ПАО «Челябинский трубопрокатный завод» у его основного акционера Андрея Комарова. Сумма сделки составила 84,199 млрд руб.
В сентябре 2023 года компания провела вторичное размещение обыкновенных акций (SPO) на Мосбирже и привлекла 3,97 млрд рублей. От повторного SPO, намеченного на июнь 2024 года, компания отказалась – из-за «неблагоприятных условий» на российском рынке. Предполагалось довести долю акций в свободном обращении с 8 до 10%.
Титульный спонсор футбольного клуба «Урал» и мини-футбольного клуба «Синара».

## Собственники и руководство
Основателями ТМК считаются Сергей Попов и Андрей Мельниченко. В 2003 году им принадлежало 67 % акций ТМК, а Дмитрию Пумпянскому — 33 %. В 2006 году доля принадлежащей Попова и Мельниченко компании Dalecone Ltd в капитале ТМК сократилась до 0 %, а доля TMK Steel Ltd выросла до 70 %. В марте 2022 года Пумпянский перестал быть бенефициаром ТМК и покинул совет директоров этой компании.
На 2020 год в свободном обращении находилось около 3,3 % акций ТМК. Бумаги компании торгуются на Московской бирже. 90,6369 % акций ТМК принадлежат кипрской TMK STEEL HOLDING LIMITED.
В июле 2023 года TMK Steel Holding Ltd перерегистрировалась в российскую юрисдикцию и превратилась в Международную компанию ООО «ТМК Стил Холдинг», зарегистрированную на острове Русский в Приморском крае.

## Деятельность
Компания производит широкий спектр трубной продукции, который используется, прежде всего, в нефтегазовом секторе. Также продукция ТМК используется в химической промышленности, энергетике, машиностроении, строительстве, сельском хозяйстве и других отраслях. Компания выпускает бесшовные и сварные трубы, стальную заготовку. ТМК поставляет продукцию в сочетании с широким комплексом сервисных услуг по термообработке, нанесению защитных покрытий, нарезке премиальных соединений, складированию и ремонту труб.
Производственные предприятия ТМК расположены в России, Казахстане, Румынии и Чехии.
ТМК производит нарезные трубы, включая специальные трубы и трубопроводные системы, трубы нефтегазового сортамента (OCTG) с премиальными резьбовыми соединениями, в том числе с использованием бессмазочной технологии покрытия резьбовых соединений GreenWell, а также теплоизолированные лифтовые и гладкие насосно-компрессорные трубы из стали суперхром (13CrS) с газогерметичными резьбовыми соединениями класса «Премиум».
Масштабное присутствие компании на глобальном рынке обеспечивает её разветвленная торговая сеть, благодаря которой продукция компании поставляется потребителям в России и в зарубежных странах. География поставок ТМК охватывает более 80 стран.

### Показатели деятельности
Общий объём отгрузки труб в 2020 году составил 2 811 тыс. тонн.
На конец 2020 года численность сотрудников компании составляла 37 160 человек.
На 2020 год рыночная стоимость компании составляет 63,6 млрд руб.
Выручка компании по МСФО за 2020 год составила 222,6 млрд рублей, чистая прибыль по РСБУ — 18,53 млрд рублей и выросла на 29 %.
По итогам первого полугодия 2024 года компания впервые с 2021 года показала рекордный убыток – 1,8 миллиарда рублей. В компании это объясняют резким ростом цен на основное сырье – металлолом, а также удорожанием кредитов.

## Санкции
19 мая 2023 года, на фоне вторжения России на Украину, компания включена в санкционный список Великобритании, так как компания «продолжает играть ключевую роль в секторе, имеющем стратегическое значение» для ведения боевых действий России на Украине.
23 февраля 2024 года компании группы — ПАО «Трубная металлургическая компания», МКООО «ТМК Стил холдинг», ООО «ТМК Нефтегазсервис», ООО «ТМК Трубопроводные решения», ООО «ТМК Ярцевский метзавод», АО «Челябинский трубопрокатный завод», АО «Первоуральский новотрубный завод», АО «Северский трубный завод», АО «Синарский трубный завод», АО «Волжский трубный завод», АО «Таганрогский металлургический завод», ООО «ТМК Премиум сервис», ООО «ТМК Технический сервис», ООО «ТМК Центр бизнес услуг», ООО «ТМК Таймыр», ООО «Трубы 2000» и SPS ME FZCO (TMK Middle East) — были включены в санкционные списки США.

## Предприятия ТМК
Производственные предприятия ТМК

### Российский дивизион
- Волжский трубный завод (Россия, Волжский) — с 2001 года
- Северский трубный завод (Россия, Полевской) — с 2002 года
- Синарский трубный завод (Россия, Каменск-Уральский) — с 2002 года
- Таганрогский металлургический завод (Россия, Таганрог) — с 2002 года
- Орский машиностроительный завод (Россия, Орск) — с 2006 года
- ТМК-Казтрубпром (Казахстан, Уральск) — с 2008 года
- ТМК-ИНОКС (Россия, Каменск-Уральский) — с 2010 года
- ТМК-КПВ (Россия, Полевской) — с 2007 года
- ООО «Парус» (Россия, Ярцево) — с 2020 года[31]
- Ракитянский арматурный завод, Ракитное, Белгородская область — с 2020 года
- Гусь-Хрустальное ремонтно-техническое предприятие, Гусь-Хрустальный — с 2020 года
- Челябинский трубопрокатный завод — с 2021 года
- Первоуральский новотрубный завод — с 2021 года
- Челябинский завод металлоконструкций (ЧЗМК) — с 2022 года
- Завод СОТ, Копейск, Магнитогорск — с 2022 года

### Европейский дивизион
Европейский дивизион включает предприятия, расположенные в Румынии. Заводы производят трубы промышленного назначения и стальную заготовку.
- TMK-Artrom (Румыния, Слатина) — с 2006 года
- TMK-Resita (Румыния, Решица) — с 2006 года
- MSA (Чехия) — с 2021 года[33].

### Сервисные предприятия
- ТМК-Премиум Сервис
- ТМК Нефтегазсервис
- Предприятие Трубопласт
- ТМК НГС-Нижневартовск
- ТМК НГС-Бузулук
- Уралчермет
- ТМК Трубный сервис

## Научно-техническая база
- Русский научно-исследовательский институт трубной промышленности — РусНИТИ (Россия, Челябинск) создан в 2007 году.
- Научно-технический центр ТМК в Сколково. Открыт в 2019 году.

## Корпоративные СМИ
ТМК Media. В 2012 году — в номинации «Лучшее электронное корпоративное СМИ» в конкурсе «Лучшее корпоративное СМИ в металлургической отрасли России и стран СНГ». В 2012 году — «Лучшее интернет-издание» в Национальном конкурсе корпоративных медийных ресурсов «Серебряные нити». В 2014 году — в номинации «Электронные Медиа. Внутрикорпоративный электронный журнал». Во Всероссийском конкурсе «Лучшее корпоративное медиа — 2014».
Трубник-Online. 2020 — Гран-при XVII Всероссийского конкурса корпоративных медиа.
proTMK.